# Érase una vez... la ciencia
Érase una vez... la ciencia (en francés: Il était une fois... les Sciences) es una serie de televisión animada francesa de 52 episodios con una duración de unos 25 minutos cada uno y que fue creada en el año 2000. Realmente no son nuevos capítulos, sino que está formada por la unión de dos de las colecciones anteriores: Érase una vez... los inventores y Érase una vez... el espacio.

## Lista de capítulos
- 1. Nuestros antepasados los chinos (Nos ancêtres les Chinois)
- 2. Arquímedes y los griegos (Archimède et les Grecs)
- 3. Herón de Alejandría (Héron d'Alexandrie)
- 4. Las medidas del tiempo / La medición del tiempo (Les mesures du temps)
- 5. Enrique el Navegante (Henri le navigateur)
- 6. Gutenberg y la imprenta (Gutenberg)
- 7. Leonardo da Vinci (De Vinci)
- 8. Los médicos / Los primeros médicos (Les médecins)
- 9. Galileo (Galilée)
- 10. Newton (Newton)
- 11. Buffon, el descubrimiento del pasado / Buffon, o el descubrimiento de nuestro pasado (Buffon, la découverte du passé)
- 12. Lavoisier y la química (Lavoisier et la chimie)
- 13. Stephenson, a todo vapor (Stephenson)
- 14. Faraday y la electricidad (Faraday et l’électricité)
- 15. Darwin y la evolución (Darwin et l’évolution)
- 16. Mendel y los guisantes (Mendel et les petits pois)
- 17. Pasteur y los microorganismos (Pasteur et les micro-organismes)
- 18. Thomas Edison y la ciencia aplicada (Thomas Edison et la science appliquée)
- 19. Marconi y las ondas (Marconi et les ondes)
- 20. Ford y la aventura del automóvil / Ford y el automóvil (Ford et l'aventure automobile)
- 21. La aviación (L’aviation)
- 22. Marie Curie (Marie Curie)
- 23. Einstein (Einstein)
- 24. Lorenz, el padre de los gansos (Lorenz, le père l’oie)
- 25. Armstrong, la Luna y el espacio / Armstrong y la Luna (Armstrong, la lune et l’espace)
- 26. El mañana está ahí / Mañana (Demain est déjà là)
- 27. El planeta Omega (La planète Oméga)
- 28. Los saurios (Les Sauriens)
- 29. El planeta verde (La planète verte)
- 30. El sector de Andrómeda (Du côté d’Andromède)
- 31. Los cromagnons (Les Cro-Magnons)
- 32. La insurrección de los robots (La révolte des robots)
- 33. El planeta Mythos (La planète Mytho)
- 34. El largo viaje (Le long voyage)
- 35. Cassiopeia (Cassiopée)
- 36. El planeta despedazado (La planète déchiquetée)
- 37. Los náufragos del espacio (Les naufragés de l’espace)
- 38. Los gigantes (Les géants)
- 39. Los incas (Les Incas)
- 40. El hogar de los dinosaurios (Chez les dinosaures)
- 41. Los anillos de Saturno (Les anneaux de Saturne)
- 42. La amenaza imparable (L’imparable menace)
- 43. Tierra (Terre!)
- 44. La Atlántida (L’Atlantide)
- 45. Extraño retorno hacia Omega (L’étrange retour vers Oméga)
- 46. El desquite de los robots (La revanche des robots)
- 47. Los humanoides (Les Humanoïdes)
- 48. Un mundo hostil (Un monde hostile)
- 49. La ciudad voladora (Cité en vol)
- 50. El gran ordenador (Le grand ordinateur)
- 51. Combate de titanes (Combat de titans)
- 52. El infinito del espacio (L’infini de l’espace)

Nota: Donde aparece un segundo título, este corresponde al de la colección en DVD lanzada en España.

## Colección
- Érase una vez...
- Érase una vez... el hombre (1978)
- Érase una vez... el espacio (1982)
- Érase una vez... el cuerpo humano (1987)
- Érase una vez... las Américas (1991)
- Érase una vez... los inventores (1994)
- Érase una vez... los exploradores (1996)